# The Suicide Machines
The Suicide Machines – skapunkowy zespół założony w marcu 1991 roku przez
Jasona Navarro (wokal) i Dana Lukacinsky'ego (gitara/wokal). "Maszyny samobójstwa" (w dosłownym tłumaczeniu), które rozpadły się w 2006 roku, były jednym z głównych przedstawicieli trzeciej fali muzyki ska.
Zespół przez pierwsze półtora roku uzupełniali basista Jason Brake i perkusista Stefan Rairigh. W tym czasie grupa była popularna jedynie w rodzinnym Detroit.
W 1995 roku, w nowym, ustabilizowanym składzie (perkusista Derek Grant – od 1993 roku i basista Royce Nunley – od końcówki 1994), zespół odbył swoją pierwszą trasę koncertową po Stanach Zjednoczonych. W tym samym roku grupa przeszła do wytwórni Hollywood Records, co było zdecydowanym krokiem naprzód po współpracach z mało znanymi Old Skool Records czy Youth Rendition Records. Płyta "Destruction By Definition", wydana w 1996 roku, przyniosła spory sukces, będąc jednym z najchętniej kupowanych alternatywnych krążków za oceanem (200 tys. sprzedanych egzemplarzy).
W 1998 roku nowym perkusistą został Ryan Vanderberghe, zaś cztery lata później basistą został Rich Tschirhart (Nunley założył własny zespół). W takim zestawieniu grupa grała do momentu rozpadu. Oprócz wielu koncertów w rodzimym kraju, zespół ma też za sobą kilka tras koncertowych w innych miejscach świata, np. Kanadzie, Japonii i kilku krajach Europy. W Polsce Suicide Machines nigdy nie koncertowali.
W czerwcu 2003 roku grupa wydała pierwszą płytę dla niezależnej wytwórni SideOneDummy Records.
Piosenki Suicide Machines dwukrotnie znalazły się na ścieżkach dźwiękowych do gier komputerowych firmowanych nazwiskiem Tony'ego Hawka. Są to nagrania "New Girl" (THPS1, 1999) oraz "High Anxiety" (THUG2, 2004).
Perkusista Ryan Vanderberghe potwierdził 13 maja 2006 roku poprzez oficjalne forum kapeli, że The Suicide Machines rozpadli się. Ryan już wcześniej ogłosił, że odchodzi, natomiast oliwy do ognia dodała gorąca sprzeczka pomiędzy Danem i Jasonem. Członkowie zespołu pracują teraz osobno nad nowymi projektami.

## Dyskografia

### Albumy
| 1994 | Green World – Old Skool                           |
| 1996 | Destruction by Definition – Hollywood             |
| 1998 | Battle Hymns – Hollywood                          |
| 2000 | The Suicide Machines – Hollywood                  |
| 2001 | Steal This Record – Hollywood                     |
| 2003 | A Match and Some Gasoline – SideOneDummy          |
| 2005 | War Profiteering Is Killing Us All – SideOneDummy |

### Minialbumy
| 1993 | The Essential Kevorkian – Old Skool              |
| 1998 | Live! Live! Live! – Hollywood                    |
| 2003 | The Suicide Machines/Potshot Split EP – TV-Freak |

### Kompilacje
| 1995 | Skank for Brains – Dill/Beach                       |
| 2002 | The Least Worst of the Suicide Machines – Hollywood |
| 2006 | On the Eve of Destruction: 1991-1995 – Noise Riot   |